# Rivière Pépeshquasati
La rivière Pepeshquasati est un affluent de la rive nord du lac Mistassini, coulant dans la municipalité de Eeyou Istchee Baie-James, dans la région administrative du Nord-du-Québec, au Québec, au Canada. Cette rivière coule au nord de la limite de la réserve de Mistassini et au sud des monts Tichégami.

## Géographie
Les bassins versants voisins sont :
- côté nord : rivière Neilson (rivière Pépeshquasati), ruisseau Holton (rivière Pépeshquasati), rivière Mémeshquasati, rivière Tichégami, lac Mantouchiche ;
- côté est : ruisseau Mantouchiche, rivière Chéno, rivière Kapaquatche, rivière Takwa ;
- côté sud : lac Mistassini, lac Albanel, rivière Témiscamie. Note : Les péninsules Ouachimiscau et du Dauphin sont situées au sud ;
- côté ouest : rivière Neilson (rivière Pépeshquasati), ruisseau Holton (rivière Pépeshquasati), ruisseau Kokominow, lac Anorak, lac Baudeau, lac Comeau (rivière Rupert).

La rivière Pépeshquasati prend sa source à l'embouchure du lac Mantouchiche (longueur : 3,8 km ; altitude : 705 m). Les monts Tichégami sont situés au nord-ouest de ce lac.
La source de la rivière Pépeshquasati est située à :
- 50,3 km au nord de l'embouchure de la rivière Pépeshquasati (confluence avec le lac Mistassini) ;
- 20,0 km au sud-ouest de la limite de la réserve de Mistassini ;
- 59,4 km au sud-est du cours de la rivière Tichégami ;
- 106,5 km au nord-est de l'embouchure du lac Mistassini (tête de la rivière Rupert) ;
- 174,5 km au nord du centre du village de Mistissini (municipalité de village cri).

À partir du lac Mantouchiche (lac de tête), le courant de la rivière Pépeshquasati coule sur 63,3 km vers le Sud, du côté Nord du lac Mistassini, entièrement en zone forestière, selon les segments suivants :
Cours supérieur de la rivière Pépeshquasati (segment de 18,8 km)
- 5,5 km vers le sud-est, en recueillant une décharge (venant du nord-est) de lacs non identifiés et en traversant sur 3,9 km en fin de segment, le lac Pépeshquasati (altitude : 697 km) sur sa pleine longueur, jusqu'à son embouchure ;
- 2,8 km vers le sud jusqu'à la décharge (venant du sud-ouest) d'un lac non identifié ;
- 3,1 km vers l'est en traversant la partie sud de deux petits lacs non-identifiés jusqu'à une décharge (venant du nord) d'un ensemble de lacs non identifiés. Note : Cette zone, située entre la rivière Kapaquatche et la rivière Pépeshquasati, draine plusieurs lacs à filaments ;
- 7,4 km vers le sud-est, puis le Sud, jusqu'à la décharge (venant du nord-est) d'un ensemble de lacs dont le lac du Magyar ;

Cours inférieur de la rivière Pépeshquasati (segment de 44,5 km)
- 22,5 km vers le sud-ouest, jusqu'au ruisseau Holton (rivière Pépeshquasati) ;
- 2,9 km vers le sud-ouest, jusqu'à la décharge (venant du Sud-Est) de plans d'eau non identifiés ;
- 6,6 km vers le sud-ouest jusqu'à une décharge (venant du nord-ouest) d'un ensemble de lacs non identifiés ;
- 10,4 km vers le sud-ouest, jusqu'à la confluence de la rivière Neilson (rivière Pépeshquasati) (venant du nord) ;
- 2,1 km vers le sud-ouest, en formant une boucle vers le sud-est où le cours de la rivière passe du côté Ouest d'une fondrière à filaments, jusqu'à l'embouchure de la rivière[2].

L'embouchure de la rivière Pépeshquasati est située à :
- 58,5 km au nord-est de l'embouchure du lac Mistassini (entrée de la baie Radisson et début de la rivière Rupert) ;
- 123,7 km au nord du centre du village de Mistissini (municipalité de village cri) ;
- 191,0 km au nord du centre-ville de Chibougamau ;
- 157,3 km au nord-est de l'embouchure du lac Mesgouez lequel est traversé par la rivière Rupert ;
- 400,1 km au nord-est de la confluence de la rivière Rupert et de la baie de Rupert[2].

L'embouchure de la rivière Pépeshquasati se déverse au fond d'une petite baie (longueur : 1,0 km) sur la rive nord  du lac Mistassini, face à la péninsule Ouachimiscau. À partir de l'embouchure de la rivière Pépeshquasati, le courant emprunte le lac Mistassini sur 58,5 km vers le sud-ouest, puis la rivière Rupert vers l'ouest laquelle fait d'abord une boucle vers le nord, puis coule généralement vers l'ouest jusqu'à la baie de Rupert.

## Toponymie
Le terme Pépeshquasati, aussi connu sous les variantes Papachouésati ou Papaskwasati, signifierait arbre pelé, sans écorce, peuplier sans écorce ou encore tronc d'arbre cassé. Ce toponyme paraît sous la forme «Pechpaskouachite(?)ats» sur la carte de 1732 du père Laure.
Le toponyme « rivière Pepeshquasati » a été officialisé le 5 décembre 1968 à la Banque des noms de lieux de la Commission de toponymie du Québec, soit à la création de cette commission.